# Eames Lounge Chair
Eames Lounge Chair e pouf sono arredi in compensato modellato e pelle, progettata da Charles e Ray Eames per l'azienda di mobili Herman Miller. Sono ufficialmente chiamati Eames Lounge (670) e Ottomana (671), e sono stati messi in commercio nel 1956 dopo anni di sviluppo da parte dei progettisti. È stata la prima sedia progettata per un mercato di fascia alta. Tuttora in commercio, sono considerati un classico del design. Esempi di questi arredi sono parte della collezione permanente del Museum of modern art di New York e di altri musei in tutto il mondo.

## Storia
La Eames Lounge Chair apparì la prima volta in pubblico nello show televisivo di Arlene Francis Home show della NBC television network in USA nel 1956. Dopo la presentazione pubblica in televisione venne promossa una campagna pubblicitaria.
Dalla sua nascita la sedia è prodotta dalla Herman Miller in America. Successivamente la Vitra (con la società tedesca Fritz Becker KG) produsse per il mercato europeo. Venne prodotta su licenza per 10 anni nel Regno Unito dalla Hille International LTD dal 1957.

## Nella cultura
- In Shark Tank vengono rimpiazzate le sedie per l'ottava stagione con delle Eames Lounge Chairs.[2][3][4]
- E' presente nella serie Frasier nell'appartamento ripreso nei titoli.
- Dal 1960 una rosewood Eames Lounge Chair e Ottoman sono esposti al Museum of Modern Art in New York City.
- Una rosewood Eames Lounge Chair e ottoman sono espsoti al Henry Ford Museum di Dearborn (Michigan).
- Una walnut e rosewood Eames Lounge Chair con Ottoman sono esposti al Museum of Fine Arts di Boston.[5]